# Weitersfelden
Weitersfelden – gmina targowa w Austrii, w kraju związkowym Górna Austria, w powiecie Freistadt. Liczy 1 035 mieszkańców.